# Rotorua
Rotorua ist eine Stadt im Distrikt Rotorua Lakes der Region Bay of Plenty auf der Nordinsel von Neuseeland. Die Stadt ist Sitz des Rotorua Lakes Council und auch als Kurort sehr beliebt.

## Namensherkunft
Die Stadt wurde bei ihrer Gründung nach dem gleichnamigen See benannt, der von einem Urahn des Stammes der Te Arawa nach dem Lake Rotoiti als zweiter See entdeckt und deshalb von ihm auch so benannt wurde. In der Sprache der Māori steht „rotu“ für See und „rua“ für zwei.

## Geographie
Die Stadt befindet sich rund 53 km südlich von Tauranga am südlichen Ende des Lake Rotorua, dem nach dem Lake Taupō zweitgrößten See der Nordinsel. Die Stadt Hamilton befindet sich rund 94 km westnordwestlich und die Stadt Taupō und 62 km südsüdwestlich.

## Geologie
Rotorua ist bekannt für seine „blubbernden Tümpel“ und den allgegenwärtigen Geruch von Schwefel in der Stadt, die mit ihrem Umland Teil des North Island Volcanic Plateau ist und hier im Speziellen geothermische und vulkanische Aktivitäten, wie Geysire, Thermalquellen und brodelnde Schlammtümpel und Teiche zu beobachten sind. An vielen Stellen in der Stadt, unter anderem im Kuirau-Park im Stadtzentrum, tritt heißer Dampf mit Schwefelgeruch aus Tümpeln und Erdspalten hervor, was zum einen eine touristische Attraktion darstellt und zum anderen darauf hinweist, dass die Stadt auf einem Vulkan gebaut wurde. Viele ihrer Thermalquellen werden für Bäder und Kureinrichtungen oder auch zum Heizen in den kühleren Jahreszeiten verwendet.
Nach anhaltenden schweren Regenfällen, mit einem lokalen Rekordwert an stündlichem Niederschlag, bildete sich bei Rotorua in einer Wiesen-Weide-Landschaft eine rund 200 m lange und bis zu 30 m breite und bis zu 20 m tiefe Erdspalte.
|                       | Jan  | Feb  | Mär   | Apr   | Mai   | Jun   | Jul   | Aug   | Sep   | Okt   | Nov   | Dez   |   |         |
| Mittl. Tagesmax. (°C) | 22,9 | 23,0 | 20,9  | 18,2  | 15,1  | 12,6  | 12,0  | 12,8  | 14,6  | 16,6  | 18,7  | 20,9  | ⌀ | 17,3    |
| Mittl. Tagesmin. (°C) | 12,6 | 12,8 | 11,3  | 8,7   | 6,0   | 4,2   | 3,4   | 4,1   | 5,8   | 7,7   | 9,4   | 11,3  | ⌀ | 8,1     |
|                       |      |      |       |       |       |       |       |       |       |       |       |       |   |         |
| Niederschlag (mm)     | 90,0 | 93,9 | 111,1 | 115,8 | 109,3 | 137,6 | 143,9 | 142,6 | 114,6 | 113,6 | 102,5 | 114,4 | Σ | 1.389,3 |
|                       |      |      |       |       |       |       |       |       |       |       |       |       |   |         |
| Regentage (d)         | 8,1  | 7,3  | 8,3   | 8,4   | 9,9   | 11,3  | 11,2  | 12,5  | 11,2  | 10,3  | 9,4   | 11,5  | Σ | 119,4   |

| 12,6 |

| 12,8 |

| 11,3 |

| 8,7 |

| 6,0 |

| 4,2 |

| 3,4 |

| 4,1 |

| 5,8 |

| 7,7 |

| 9,4 |

| 11,3 |

| 12,6 |

| 12,8 |

| 11,3 |

| 8,7 |

| 6,0 |

| 4,2 |

| 3,4 |

| 4,1 |

| 5,8 |

| 7,7 |

| 9,4 |

| 11,3 |

## Geschichte
Die Gegend um Rotorua war seit dem 14. Jahrhundert das Siedlungsgebiet des Stammes der Te Arawa. In den 1860er Jahren war die Gegend ein bedeutender Schauplatz der Neuseelandkriege. Zwanzig Jahre später wurde das Gebiet um Rotorua zu einem special town district, einem besonderen Stadt-Distrikt, ausgerufen, um Rotoruas Potential als Kurort zu privilegieren. Bis 1886 befanden sich unweit von hier bei Tarawera die Pink and White Terraces, ein beliebtes Ausflugsziel, das beim Ausbruch des Tarawera-Vulkans vollständig zerstört wurde.
Rotorua war unter anderem einer der Austragungsorte bei der Rugby-Union-Weltmeisterschaft 1987 und der Rugby-Union-Weltmeisterschaft 2011.

## Bevölkerung
Zum Zensus des Jahres 2013 zählte die Stadt 53.265 Einwohner. Nahezu 40 % der Bevölkerung zählen sich zur Ethnie der Māori, damit ist Rotorua nach Gisborne die Stadt mit dem zweithöchsten Anteil an Māori innerhalb der Stadtbevölkerung.

## Wirtschaft
Den mit Abstand wichtigsten Wirtschaftszweig der Stadt stellt der Tourismus dar. Rotorua ist aber auch das Handels- und Dienstleistungszentrum des Distriktes, in dem nach dem Tourismus die Farm- und Forstwirtschaft mit die wichtigsten Einkommensquellen darstellen. In der Landwirtschaft besitzt die Schaf- und Rinderzucht eine große Bedeutung. In der Stadt selbst finden sich auch Industrieunternehmen wieder, die Baustoffe herstellen, Drahtseile produzieren oder auch chemische Endprodukte für den Endverbraucher fertigen.

## Infrastruktur

### Straßenverkehr
In und um Rotorua treffen vier New Zealand State Highways zusammen, von denen zwei durch die Stadt führen. Der New Zealand State Highway 5, kommt von Nordwesten aus der Richtung Hamilton, durchquert die Stadt und führt nach Süden zur Stadt Taupō. Der New Zealand State Highway 30 hingegen kommt von Osten von Whakatāne, führt ebenfalls quer durch die Stadt und geht in Richtung Südwesten zum Kraftwerk Atiamuri ab. Von Tauranga, von Nordnordwesten kommt der New Zealand State Highway 36 und verbindet sich bei Ngongotaha, rund 7 km vor der Stadt mit dem State Highway 5 und von Paengaroa von Nordnordost kommend, endet der New Zealand State Highway 30 bei Te Ngae auf dem State Highway 30, rund 9 km nordöstlich der Stadt.

### Schienenverkehr
Der letzte Abschnitt der Bahnstrecke Morrinsville–Rotorua und damit auch die Bahnanbindung der Stadt wurde am 8. Dezember 1894 eröffnet. Hier verkehrte der Rotorua Express, der 1930 in Rotorua Limited umbenannt wurde – damals der prestigeträchtigste Zug Neuseelands. Später verkehrte der Rotorua Express, dessen Fahrplan mehr Halte aufwies. 1959 wurde der lokomotivbespannte Zug durch Dieseltriebwagen der Baureihe RM mit 88 Sitzplätzen ersetzt. Als diese 1968 zu störanfällig und unzuverlässig wurden, stellte die Bahn den Personenverkehr auf der Strecke komplett ein. 1989 wurde der Personenbahnhof von Rotorua aufgegeben, die letzten 2 km der Strecke abgebaut und das Streckenende zum Güterbahnhof Koutu an den Stadtrand von Rotorua verlegt. Ab 1991 fand erneut Schienenpersonenverkehr auf der Strecke statt, nun mit Silver Fern-Triebwagen (Baureihe RM24). Da der Personenbahnhof von Rotorua nicht mehr existierte, endeten die Züge auf dem Güterbahnhof bis 1995 ein kleiner provisorischer Personenbahnhof vom Second Chance Train Trust eröffnet wurde. Das war als vorübergehend gedacht, bis die Strecke wieder zu einem neuen Personenbahnhof in der Innenstadt würde verlegt werden können, der vom Second Chance Train Trust und der Stadtverwaltung von Rotorua angestrebt wurde. Der neue Bahnhof wurde nie gebaut. 2001 wurde der Personenverkehr erneut eingestellt. Der planmäßige Güterverkehr wurde 2002 aufgegeben. 2012 wurde für ein Straßenprojekt auch die Anbindung des Bahnhofs Rotorua-Koutu abgeschnitten, der nun auch nicht mehr angefahren werden kann.

### Flugverkehr
Vom Flughafen Rotorua werden mehrere inländische Ziele angeflogen.

## Sehenswürdigkeiten
Neben den Geothermalparks stellt der Pohutu Geysir, die Thermalfelder von Whakarewarewa nahe der Stadt und die einzige Schnitz- und Kunstakademie der Māori die wichtigsten Attraktionen der Stadt dar. Auch der botanische Garten besitzt eine gewisse Bekanntheit. Das früher sowohl von Māori als auch von Europäern gegründete Te Wairoa, eine kleine Ortschaft unweit Rotoruas, die bis 1886 als Ausgangspunkt zu den White and Pink Terraces diente, wird immer öfter besucht. In dem einst durch einen Vulkanausbruch verschütteten und wieder ausgegrabenen Dorf wurde ein Museum zur Geschichte der Siedlung eingerichtet.

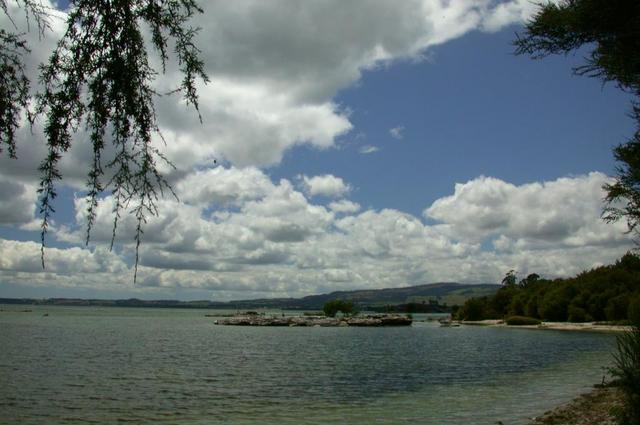
Lake Rotorua, nördlich der Stadt
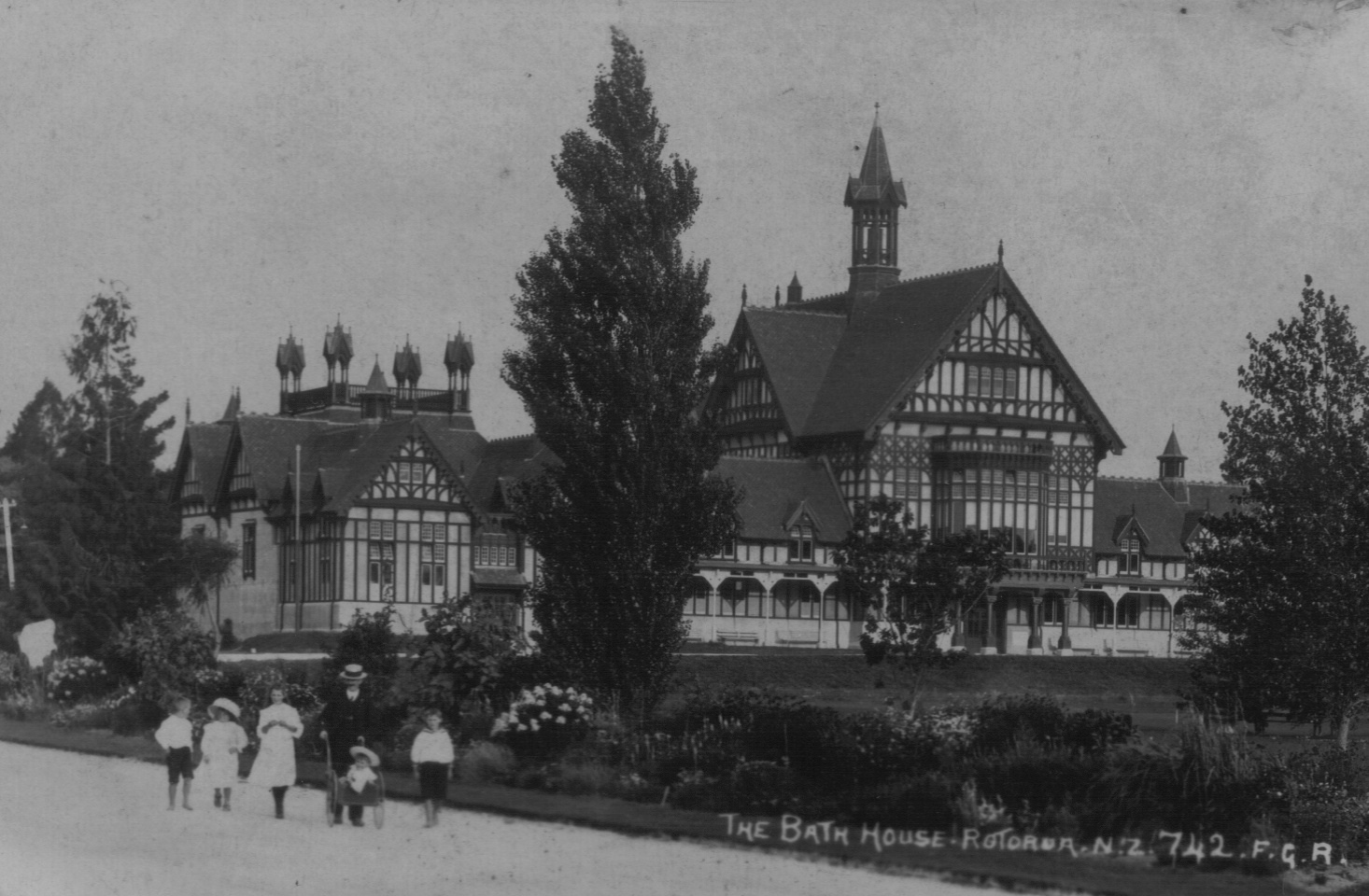
Badehaus in Rotorua (vor 1913)
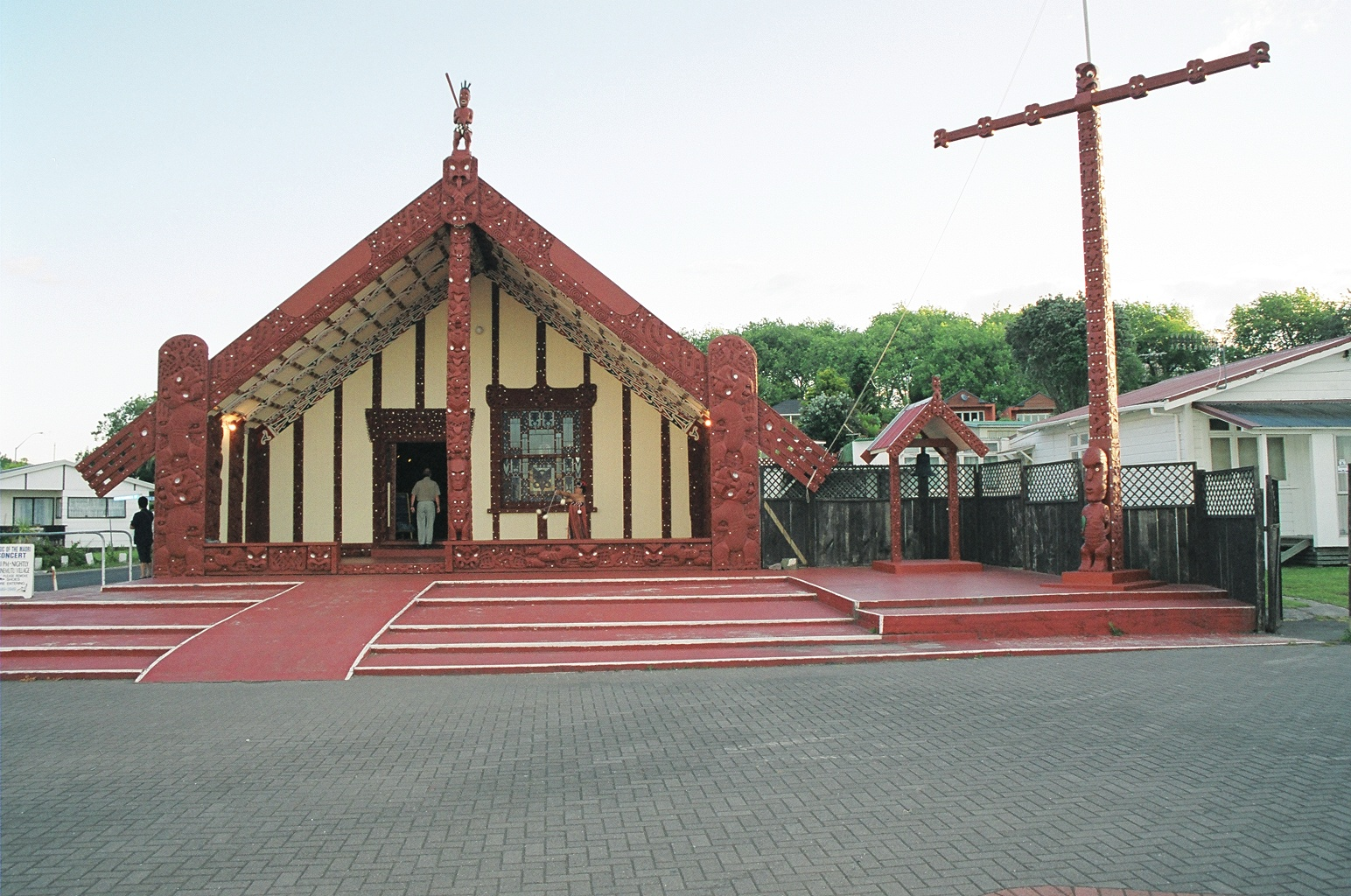
Māori-Versammlungshaus in Rotorua

## Persönlichkeiten
- Ruth Wilkinson (1901–1985), neuseeländische Apothekerin, Lokalhistorikerin und Autorin einiger Bücher
- Jon Mark (1943–2021), britischer Musiker; lebte und starb in Rotorua
- Temuera Morrison (* 1960), Schauspieler
- Donna Guy (* 1961), Judoka
- Susan Devoy (* 1964), Squashspielerin
- Simon Wi Rutene (* 1966), Skirennläufer
- Todd McClay (* 1968), Politiker
- Cliff Curtis (* 1968), Schauspieler
- Jo Luxton (* 1973), Politikerin
- Valerie Adams (* 1984), Leichtathletin
- Sarah Cowley (* 1984), Leichtathletin
- Logan Hutchings (* 1984), Radrennfahrer
- Clinton Avery (* 1987), Radrennfahrer
- Sam Bewley (* 1987), Radsportler
- Trent Boult (* 1989), Cricketspieler
- Evan Williams (* 1989), Squashspieler
- Simeon Brown (* 1991), Politiker
- Amanda Landers-Murphy (* 1991), Squashspielerin
- Richie Stanaway (* 1991), Automobilrennfahrer
- Steven Adams (* 1993), Basketballspieler
- Alex Beddoes (* 1995), Leichtathlet der Cookinseln
- Campbell Wright (* 2002), Biathlet und Skilangläufer

## Partnerstädte
- Beppu, Japan
- Klamath Falls, Oregon, USA
- Lake Macquarie, New South Wales, Australien
- Stadtbezirk Wuzhong der Stadt Suzhou, China